# Gabriel Montoya

Gabriel Montoya

Gabriel Montoya (* 20. Oktober 1868 in Alès; † 7. Oktober 1914) war ein französischer Lyriker und Chansonnier.
Der Sohn eines Apothekers studierte Medizin in Lyon, promovierte zum Dr. med. und ließ sich nach einer Reise zu den Antillen 1893 in Paris nieder, wo er sich 1899 an der Universität einschrieb. Als begeisterter Amateursänger trat er nachts in Caféhäusern auf, wo er Rodolphe Salis auffiel, der ihn an das Le Chat Noir engagierte. 1902 gastierte er mit der von Yvette Guilbert geleiteten Truppe Monmartre en ballade in Berlin.
In Paris wurde er mit selbst geschriebenen und vertonten Liedern ein bekannter Chansonnier. Seine Texte wurden auch von Komponisten wie Paul Paray, Gaston Maquis, Yann Nibor, Marie Krysinda und Edmond Missa vertont. Daneben schrieb er auch zahlreiche Theaterstücke, die jedoch nie aufgeführt wurden.
Nach der Schließung des Chat Noir wurde er 1910 Leiter der Quat'z-arts. 1914 kam er bei einem Fahrradunfall bei Castres ums Leben.